# Talos (olbrzym)
Talos (gr. Τάλως Tálōs, łac. Talus) – w mitologii greckiej olbrzym z brązu, strażnik Krety.
Wykonany został przez Hefajstosa (wedle innej wersji mitu przez Dedala) i podarowany królowi Minosowi. Uważano go także za ostatniego przedstawiciela rasy wieku brązu (następującego po złotym i srebrnym), syna Kresa, ojca Leukosa, a nawet Hefajstosa. Na rozkaz Minosa lub Zeusa po trzykroć dziennie obchodząc wyspę, strzegł Krety przed cudzoziemcami – ujrzawszy ich, rozgrzewał się do czerwoności i brał ich w objęcia. Walczył rzucając z daleka olbrzymimi głazami. Jego słabym punktem była żyła zamknięta w dolnej części nogi, wedle niektórych wersji na stopie, małą kostką. Nie można było go zranić w żadnym innym miejscu.
Kiedy Talos chciał odpędzić od Krety Argonautów, Medea swoimi czarami zerwała tę kostkę albo sprawiła, iż postradał zmysły, sam ją sobie zrywając, przez co olbrzym zmarł. Istnieje również druga wersja jego śmierci, według której Pojas lub jego syn Filoktet przeszył to miejsce swą strzałą.
Talos był zsyłany przez Hefajstosa, boga ognia i boskiego kowala, do wykonywania prac.
W 2011 opisano nowy rodzaj dinozaura z rodziny troodonów, któremu nadano jako nazwę rodzajową imię tego olbrzyma.